# 앨리스 우
앨리스 우(Alice Wu, 1970년 11월 11일 ~ )는 미국의 영화 감독이다. 동양인이자 성소수자인 자신의 자전적 경험을 바탕으로 한 영화 《세이빙 페이스》와 《반쪽의 이야기》의 감독으로 알려져 있다.
캘리포니아주 산호세의 대만계 미국인 가정에서 태어났으며, 스탠퍼드 대학교에서 컴퓨터 공학 석사를 취득한 뒤 마이크로소프트의 자회사에서 엔지니어로 일했다. 그러나 작가가 되고 싶다는 열망을 품고 퇴사한 뒤, 본디 소설로 구상했던 이야기를 영화 각본으로 발전시켜 《세이빙 페이스》를 제작하고 직접 연출하였다.
앨리스 우는 커밍아웃한 레즈비언으로, MIT의 젠더 스터디를 들으며 자신의 성 정체성을 자각했다고 전한다.

## 연출 작품 목록
| 연도 | 제목          | 원제           | 비고          |
| ---- | ------------- | -------------- | ------------- |
| 2005 | 세이빙 페이스 | Saving Face    |               |
| 2020 | 반쪽의 이야기 | The Half of It | 넷플릭스 영화 |